# Drujba, Krînîcikî
Drujba (în ucraineană Дружба) este localitatea de reședință a comunei Drujba din raionul Krînîcikî, regiunea Dnipropetrovsk, Ucraina.

## Demografie
Componența lingvistică a localității Drujba
     Ucraineană (95,96%)
     Rusă (2,81%)
     Alte limbi (0,53%)
Conform recensământului din 2001, majoritatea populației localității Drujba era vorbitoare de ucraineană (95,96%), existând în minoritate și vorbitori de rusă (2,81%).